# İrfan Atan
İrfan Atan (ur. w 1928 w Adapazarı lub Kocaeli, zm. 12 kwietnia 2004 w Stambule) – turecki zapaśnik walczący w stylu wolnym. Olimpijczyk z Helsinek 1952, gdzie zajął czwarte miejsce w kategorii plus 87 kg. 
Brązowy medalista mistrzostw świata w 1954 roku.
Jego brat Adil Atan również był zapaśnikiem i olimpijczykiem.